# 印度裔美國人
印度裔美國人，指具有印度血統的美国人，是属于亚裔美國人群体的一部分。为了区别和美洲原住民的不同，美国人口调查局通常称他们为亚洲印度裔（英語：Asian Indian），并避免与美洲原住民混淆。印度裔美国人是仅次于华裔美国人的第二大亚裔美国人群体。印度裔美國人2015年度的平均家庭年收入為$103,821 ，在美國各族群中位列第一。

## 历史
印度裔美國人被称为亚裔印度人，美国人口调查局把他们划为亚裔美國人群体的一部分。

## 人口

### 数量
根据来自美国人口调查局的美国社区调查数据，在美国，亚裔印度人口从2000年近1,679,000增长到2007年的近2,570,000：增长了53%。在亚裔美国社区人数里这增长率是最高的，也是美国族群里增长最快的。印度裔美国人是仅次于华裔美國人的第二大亚裔美国族群。
2020年，印度裔美国人有4,460,000人，佔美國總人囗的1.2%。

### 分布
印度裔美國人較多的州分别是加利福尼亞州, 紐約州, 新澤西州, 德克薩斯州,和 伊利諾州。

## 印度裔美國人的数据
杜克大学联手加州大学伯克利分校的研究表明从1995年到2005年，印度移民比来自英国，中国大陆，台湾和日本的总移民人口创建了更多的工程和科技公司。 加利福尼亚大学伯克利分校研究表明在硅谷的三分之一工程师是印度裔，硅谷高科技公司里的7%是有印度裔的CEO领导。

## 社会经济

### 教育
根据美国医师协会，有近3万5000名印度裔医生。 根据2000年人口普查，近64%印度裔美國人拥有学士学位或者更高。 (比起全美国平均数据28%，和所有亚裔族群平均数据44%）。近40%印度裔美國人有硕士学位，博士学位或者其他专业学位，这是全国平均数据的五倍。在印度裔美國人中，72.3%人参与到美国劳动力，其中57.7%是从事经理和专业职能。

### 经济
根据2000年美国人口调查局的数据，印度裔美國男人有“最高全职平均年收入$51,094”，但印度裔美國女人平均年收入只有$35,173。

## 各界知名人物

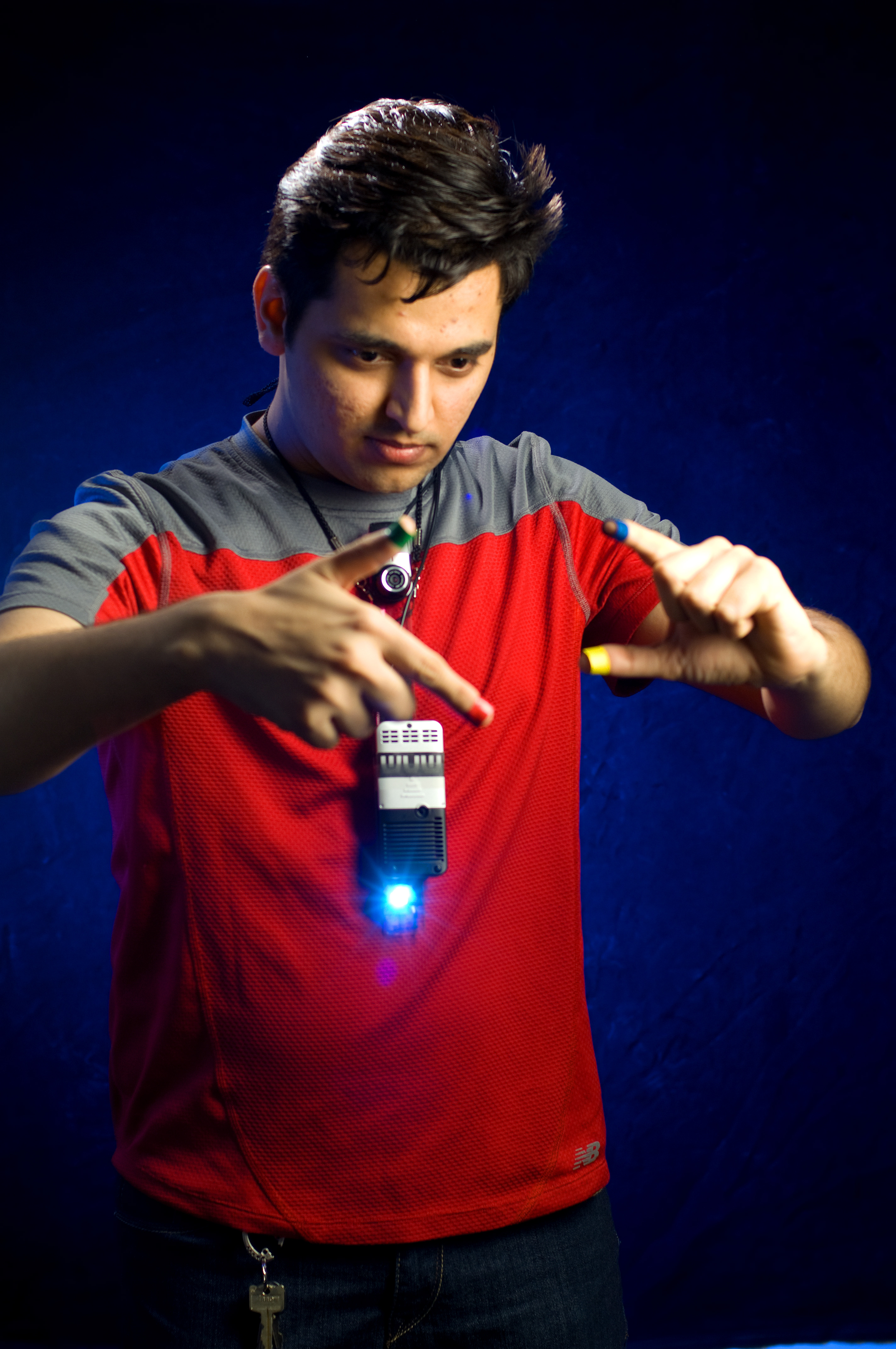
明泊霖在演示第六感

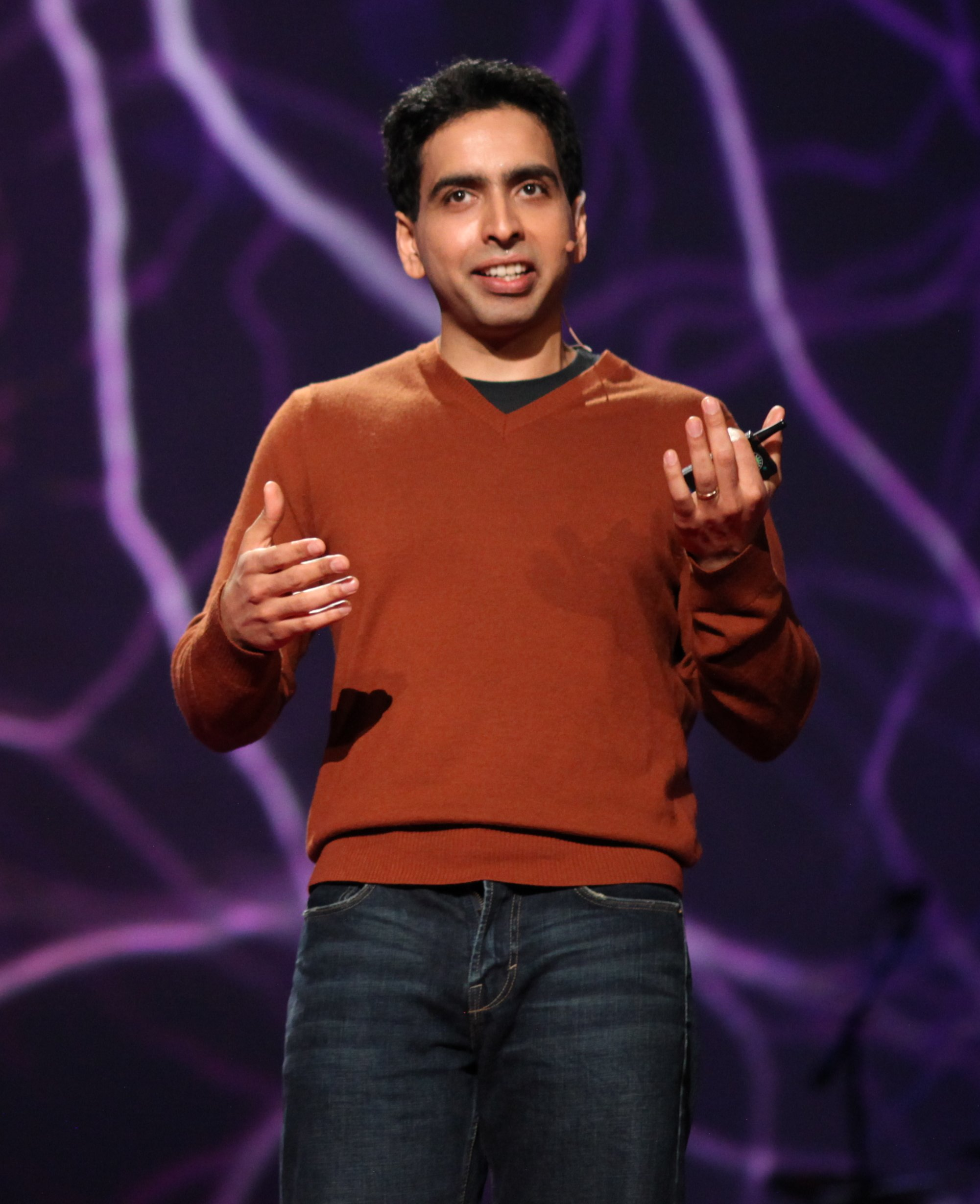
薩爾曼·可汗在2011年的TED大会上演讲

- 哈爾·葛賓·科拉納，醫學家，1968年諾貝爾生理學或醫學獎得主
- 苏布拉马尼扬·钱德拉塞卡，物理學家，1983年诺贝尔物理学奖得主
- 阿马蒂亚·库马尔·森，經濟學家，1998年诺贝尔经济学奖得主
- 文卡特拉曼·拉马克里希南，化學家，2009年诺贝尔化学奖得主
- 賀錦麗，現任美国副总统
- 安納瓊亞歷山大，著名時裝設計師
- 卡爾帕娜·喬拉，已故著名航天员，哥倫比亞號太空梭爆炸解體罹難。
- 鮑比·金達爾， 現任路易斯安那州州長
- 維偉卡·孔德勞，美國首任美國聯邦資訊長（Federal Chief Information Officer of the United States）
- 辛扎雅·馬拉卡美國歌手，美國偶像 (第六季)的參賽者。
- 文卡特拉曼·拉马克里希南，化學家， 2009年诺贝尔化学奖得主之一
- 奈特·沙马兰，電影編劇、導演、製作人以及演員
- 法里德·扎卡利亞 記者，時事評論家和作家，《時代雜誌》的主編，CNN節目《法里德·扎卡利亞的環球公共廣場》的製片人以及主持人
- 凱爾朋·蘇雷什·默迪， 演員及政治家
- 维诺德·柯斯拉，昇陽電腦的创始人之一
- 桑賈伊·梅洛特拉，新帝公司的创始人之一
- Pradeep Sindhu（英语：Pradeep Sindhu）瞻博網路的创始人
- 卢英德，百事公司的總經理及集團主席
- 山塔努·納拉延，工程師，现任Adobe Systems的CEO
- 薩爾曼·可汗，可汗學院的创始人
- 明泊霖（英文名Pranav Mistry），第六感（Sixth Sense）科技的主要发明者
- 妮基·黑利，前南卡羅來納州州長，前美國駐聯合國代表